# Gueytes-et-Labastide
Pour les articles homonymes, voir Labastide.
Gueytes-et-Labastide (en catalan ou occitan Guèitas e La Bastida) est une ancienne commune française située dans le département de l'Aude en région Languedoc-Roussillon, devenue commune déléguée de la commune nouvelle de Val de Lambronne.

## Géographie
Une bastide est située sur l'ancienne route nationale 626 entre Mirepoix et Ajac.

### Communes limitrophes
|                             | Lignairolles         |                                        |
| Caudeval (Val de Lambronne) | Gueytes-et-Labastide | Escueillens-et-Saint-Just-de-Bélengard |
|                             | Corbières            | Peyrefitte-du-Razès                    |

## Histoire
Gueytes

## Politique et administration
| Période                                  | Période   | Identité     | Étiquette | Qualité |
| ---------------------------------------- | --------- | ------------ | --------- | ------- |
| Mars 2001                                | Mars 2014 | Yvette Canet |           |         |
| Les données manquantes sont à compléter. |           |              |           |         |

## Démographie
L'évolution du nombre d'habitants est connue à travers les recensements de la population effectués dans la commune depuis 1793. À partir du 1er janvier 2009, les populations légales des communes sont publiées annuellement dans le cadre d'un recensement qui repose désormais sur une collecte d'information annuelle, concernant successivement tous les territoires communaux au cours d'une période de cinq ans. 
Pour les communes de moins de 10 000 habitants, une enquête de recensement portant sur toute la population est réalisée tous les cinq ans, les populations légales des années intermédiaires étant quant à elles estimées par interpolation ou extrapolation. Pour la commune, le premier recensement exhaustif entrant dans le cadre du nouveau dispositif a été réalisé en 2007,.
En 2013, la commune comptait 44 habitants, en évolution de +22,22 % par rapport à 2008 (Aude : +3,25 %, France hors Mayotte : +2,49 %).
| 1793 | 1800 | 1806 | 1821 | 1831 | 1836 | 1841 | 1846 | 1851 |
| ---- | ---- | ---- | ---- | ---- | ---- | ---- | ---- | ---- |
| 110  | 120  | 116  | 133  | 138  | 152  | 128  | 121  | 134  |

| 1856 | 1861 | 1866 | 1872 | 1876 | 1881 | 1886 | 1891 | 1896 |
| ---- | ---- | ---- | ---- | ---- | ---- | ---- | ---- | ---- |
| 148  | 151  | 132  | 116  | 112  | 106  | 113  | 100  | 98   |

| 1901 | 1906 | 1911 | 1921 | 1926 | 1931 | 1936 | 1946 | 1954 |
| ---- | ---- | ---- | ---- | ---- | ---- | ---- | ---- | ---- |
| 99   | 95   | 91   | 69   | 57   | 64   | 56   | 50   | 53   |

| 1962 | 1968 | 1975 | 1982 | 1990 | 1999 | 2007 | 2012 | 2013 |
| ---- | ---- | ---- | ---- | ---- | ---- | ---- | ---- | ---- |
| 47   | 43   | 35   | 33   | 25   | 27   | 34   | 41   | 44   |